# Gorgone rudis
Gorgone rudis là một loài bướm đêm trong họ Noctuidae.